# 胡慧珊纪念馆
胡慧珊纪念馆是为纪念在汶川大地震中遇难的普通中学女生胡慧珊而建的一座永久性私人纪念馆，位于中国四川省成都市大邑县安仁镇建川博物馆聚落汶川地震博物馆旁的一片小树林中，占地面积52平方米，建筑面积19平方米，由建筑师刘家琨设计捐建。在建筑师的自述中，认为“对普通生命的珍视是民族复兴的基础”是这座建筑诉求的社会意义。
胡慧珊（1992年10月11日－2008年5月12日），生前就读于四川省都江堰市聚源镇聚源中学初三一班，是一个喜欢文学并怀有作家梦想的女生。在刘家琨的回忆中提到，选择为胡慧珊建立纪念馆是因为在地震现场的访谈中，“被胡慧珊母亲刘莉珍藏女儿脐带乳牙的细微具体，和父亲胡明的坚强、骄傲所震撼”。
为了触发人们对地震的集体记忆，该建筑的外形模仿了灾区中常见的坡顶救灾帐篷，表面刷成青灰色，室内外也采用灾区中常见的红砖铺地，内部采用胡慧珊生前所喜欢的粉红色调粉刷，墙上布有胡慧珊一生中所用的书包、笔记本、羽毛球拍、球鞋、小梳子、小发夹、围巾等纪念品，在斜坡屋顶上设一个圆形天窗采光。
在纪念馆完工后，出于对逝者的尊重与对小面积纪念馆的维护，当地人民政府在与胡惠珊父母协商后采用了大窗式玻璃对纪念馆正厅大门与窗户进行了封闭，并在大门框上安装了铭牌，使之在最大程度方便游客与悼念者进行欣赏、怀念的情况下对纪念馆内藏品进行保护。